# Frank Buckles
Frank Buckles (1. februar 1901 – 27. februar 2011) var den sidstlevende amerikanske veteran fra første verdenskrig.